# Асен Марчинков
Асен Марчинков е български общественик.

## Биография
Асен Марчинков е роден около 1870 година в малешевската паланка Берово, Османската империя, днес в границите на Република Македония. Завършва строително инженерство. Работи като директор на българските училища в Тулча и Кюстенджа, Северна Добруджа. В 1896 година става директор на българското училище в Кюстенджа и остава на поста до 1912 година. Полага много усилия и проявява голяма тактичност към румънските власти и така успява да запази съществуването на кюстенджанското училище, което след 1902 година остава единственото българско учебно заведение в Северна Добруджа, след като тези в Тулча и Бабадаг са затворени.
Деец е на ВМОРО и на Върховния комитет. Застава начело на Македонското дружество „Съгласие“ в Кюстенджа. След потушаването на Горноджумайското въстание от септември 1902 година с другите българи от Кюстенджа приютява 12 въстаници, които по-късно участват и в Илинденското въстание.
След войните е деец на Малешевското благотворително братство в София и е делегат на Втория събор на македонските братства на 22 декември 1918 година.
Умира в София през 1950 година.